# 马利亚诺韦泰雷
马利亚诺韦泰雷（義大利語：Magliano Vetere），是意大利萨莱诺省的一个市镇。总面积22平方公里，人口783人，人口密度35.6人/平方公里（2009年）。ISTAT代码为065065。